# Municipio de Salt Rock
El municipio de Salt Rock (en inglés: Salt Rock Township) es un municipio ubicado en el condado de Marion en el estado estadounidense de Ohio. En el año 2010 tenía una población de 673 habitantes y una densidad poblacional de 10,6 personas por km².

## Geografía
El municipio de Salt Rock se encuentra ubicado en las coordenadas 40°40′23″N 83°14′48″O / 40.67306, -83.24667. Según la Oficina del Censo de los Estados Unidos, el municipio tiene una superficie total de 63.49 km², de la cual 63,49 km² corresponden a tierra firme y (0 %) 0 km² es agua.

## Demografía
Según el censo de 2010, había 673 personas residiendo en el municipio de Salt Rock. La densidad de población era de 10,6 hab./km². De los 673 habitantes, el municipio de Salt Rock estaba compuesto por el 97,47 % blancos, el 0,45 % eran afroamericanos, el 0,45 % eran amerindios, el 0,59 % eran asiáticos, el 0,3 % eran de otras razas y el 0,74 % eran de una mezcla de razas. Del total de la población el 2,38 % eran hispanos o latinos de cualquier raza.